# 沈大成 (作家)
徐晓倩（1977年—），笔名沈大成，女，上海人，中华人民共和国小说家，《小说界》编辑。她的笔名沈大成取自上海同名糕点品牌。
徐晓倩毕业自上海大学工业管理专业，毕业后曾在广告公司做文案工作。2005年，她第一次以沈大成为笔名，在《上海壹周》发表小说《时间的灰》。之后，她开始为《上海壹周》写专栏。据她回忆，她本来并不打算当作家，她发在BBS上的文章偶然被笔名btr的作家发现，btr邀请她给《上海壹周》写专栏，她才走上了作家道路。几年后，她加入《上海壹周》担任编辑，后来到《小说界》任编辑。2017年，她出版了首部短篇小说集《屡次想起的人》。2018年，她的《屡次想起的人》入选首届宝珀·理想国文学奖决选名单。
她为《萌芽》撰写《奇怪的人》专栏。
2019冠狀病毒病疫情中，她之前发表的小说《盒人小姐》引起关注。

## 作品
- 《屡次想起的人》，2017年6月，上海文艺出版社
- 《小行星掉在下午》，2020年1月，广西师范大学出版社
- 《迷路员》，2021年8月，台海出版社